# Wendelin Foerster

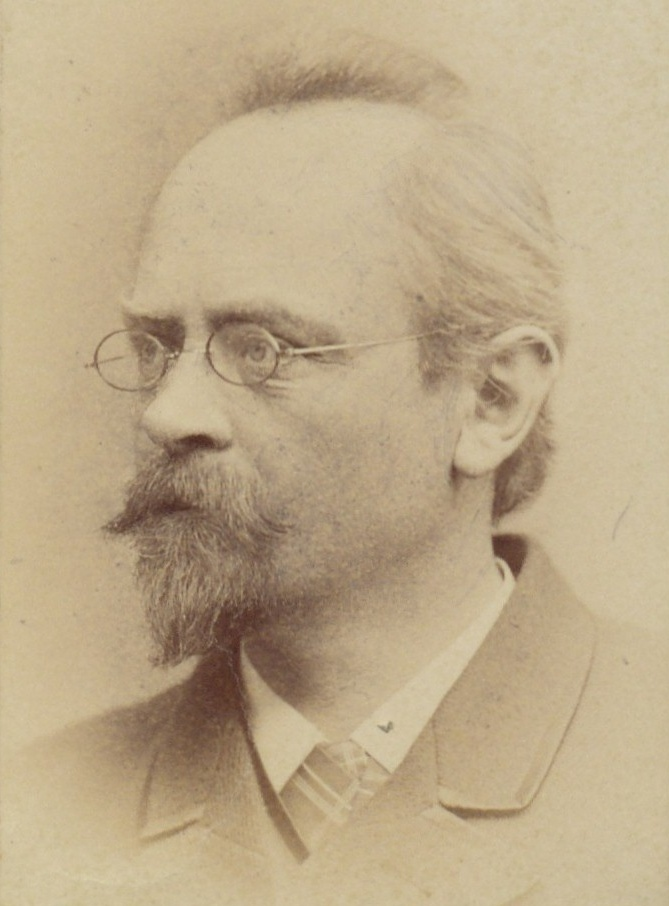
Wendelin Förster

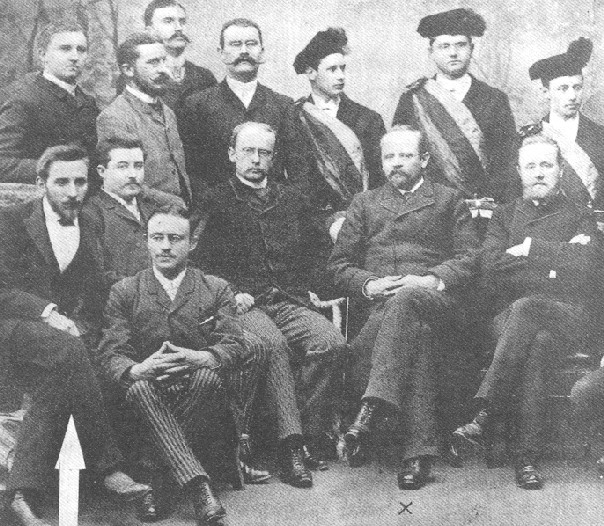
Foerster im Jahre 1891, zweiter von rechts, mit Studenten und Kollegen. Hinter ihm im Vollwichs die drei Chargierten des Akademisch-Neuphilologischen Vereines Bonn.

Wendelin Foerster (* 10. Februar 1844 in Wildschütz bei Trautenau, Böhmen; † 18. Mai 1915 in Bonn) war ein österreichischer Romanist.

## Leben
Foerster besuchte das bischöfliche Alumnat in Königgrätz, gab aber die Theologie kurz bevor er die Weihen empfangen sollte auf und studierte Klassische Philologie an der Universität Wien. Er legte 1868 die Lehramtsprüfung ab. Anschließend war er als Mittelschullehrer tätig. Er promovierte im Jahr 1872 bei Johannes Vahlen mit der Arbeit „De Rufi Festi eiusque codicibus“. Nach einer einjährigen Studienreise nach Frankreich habilitierte er sich 1873 an der Universität Wien in Romanischer Philologie. Ab 1874 lehrte er an der Universität Prag, ab 1876 an der Universität Bonn als Nachfolger von Friedrich Christian Diez. Er wurde Ehrenmitglied des 1882 gegründeten Akademisch-Neuphilologischen Vereins Bonn (seit 1910 Akademisch-Neuphilologische Verbindung Nassovia), der späteren Landsmannschaft Nassovia Bonn. 
Von 1889 bis zu seinem Abschluss in Romanistik 1891 studierte bei ihm der italienische Schriftsteller Luigi Pirandello.
Er war Mitglied der Österreichischen Akademie der Wissenschaften. Seit 1884 war er auswärtiges Mitglied der Bayerischen Akademie der Wissenschaften. 1901 wurde er zum korrespondierenden Mitglied der Göttinger Akademie der Wissenschaften und 1910 zum assoziierten Mitglied der Académie royale des Sciences, des Lettres et des Beaux-Arts de Belgique gewählt.